# Danny Batten
Pour les articles homonymes, voir Batten.
(en) Statistiques sur pro-football-reference
Danny Batten (né le 8 décembre 1987 à Gilbert) est un joueur américain de football américain.

## Carrière

### Université
Batten joue quarante-six matchs lors de ses années universitaire. Il est nommé en 2009, codéfenseur de l'année dans la Missouri Valley Football Conference après avoir effectué quatre-vingt-six tacles, neuf sacks et vingt-cinq pressions sur quarterback.

### Professionnel
Danny Batten est sélectionné au sixième tour du draft de la NFL de 2010 par les Bills de Buffalo au 192e tour. Il est déplacé de son poste de defensive back pour linebacker durant la présaison, mais il se blesse à l'épaule et mis sur la liste des blessés le 22 août 2010. Il rate la saison 2010 et ne joue aucun match. En 2011, il joue seize matchs dont quatre comme titulaire mais n'est pas conservé par ces entraîneurs pour la prochaine saison et libéré durant la pré-saison le 26 août 2012.